# متد من
 متد من (انگلیسی: Method Man؛ زادهٔ ۲ مارس ۱۹۷۱) یک موسیقی‌دان اهل ایالات متحده آمریکا است. وی یکی‌از اعضای‌گروه هیپ‌هاپ ووتنگ کلن است و از سال ۱۹۹۲ میلادی تاکنون مشغول فعالیت بوده‌است.
از فیلم‌ها یا برنامه‌های تلویزیونی که وی در آن نقش داشته است می‌توان به ملاقات با اسپارتی‌ها، دم‌قرمزها، پینه‌دوز، یک هشت هفت، تابستان جزیره استاتن، پرستار، یگان سایه، متخصص قلب و حواس‌پرتی اشاره کرد.